# 카미유 첸
카미유 첸(Camille Chen, 1979년 9월 1일 ~ )은 미국의 배우, 텔레비전 배우, 영화배우, 성우이다.
타이베이시에서 태어났다.

## 출연작
- 게임 나이트 (2018년)
- 딘 (2016년)
- 어덜트 필름: 어 할리우드 테일 (2009년)
- 미티어 (2009년)
- 스필드 (2006년)
- 스튜디오 60 (2006년)
- 섹슬러스 (2003년) - 카리사 역
- 핼로우스 엔드 (2003년)
- 스파이 키드 3D: 게임 오버 (2003년)